# Prova diabòlica
La prova diabòlica o prova inquisitorial, basada en l'expressió llatina probatio diabolica, és una expressió de l'àmbit del dret que descriu la pràctica d'exigir una prova d'un fet negatiu i, per tant, impossible.
En una probatio diabolica l'interpel·lat haurà de demostrar, per exemple, que una cosa no ha passat, la inexistència d'alguna cosa, o la seva pròpia innocència en un procés judicial, quan el correcte segons el Dret modern és que la càrrega de la prova correspon a qui afirma o manté alguna cosa, a qui acusa. Sota aquesta contextualització del Dret modern, algunes fonts acadèmiques indiquen que la prova diabòlica és un exercici pedant i inútil conseqüència de la burocràcia del poder judicial. En el cas del Dret a la propietat, s'afirma que aquesta prova atorga un perjudici addicional al demandant respecte el posseïdor, que ja es troba molt beneficiat de per si per la llei.